# PSR J1748-2446ad

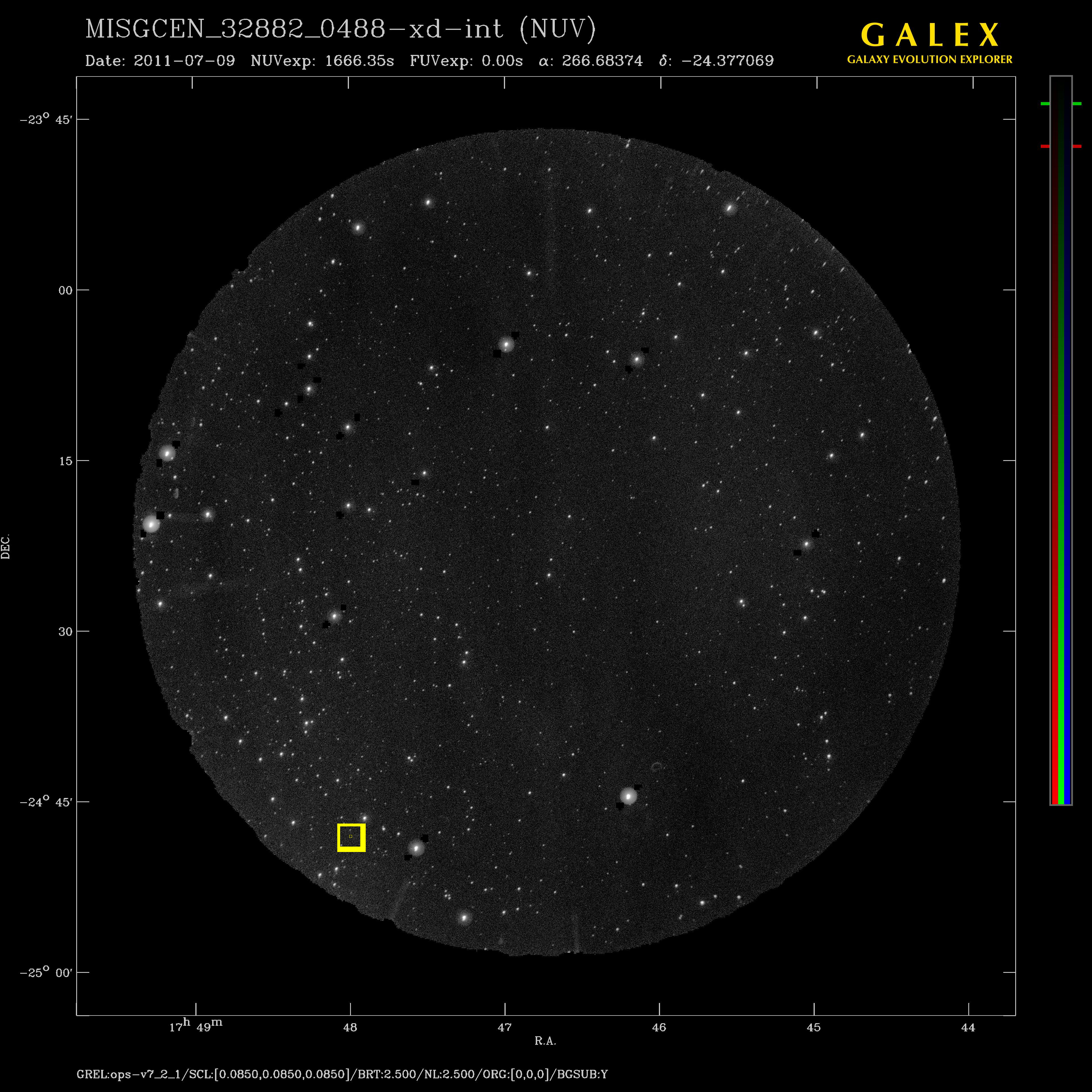
Położenie PSR J1748-2446ad

PSR J1748-2446ad – pulsar milisekundowy położony w gwiazdozbiorze Strzelca, należy do gromady kulistej Terzan 5. Odkryty 10 listopada 2004 roku przez zespół astronomów amerykańskich i kanadyjskich, za pomocą radioteleskopu w Green Bank. Wiruje on z częstotliwością 716,3580 Hz (1 obrót na 1,39595 milisekundy, 42 981,48 obrotów na minutę), co czyni go najszybszym znanym (według stanu wiedzy na sierpień 2008) pulsarem.
Podobnie jak większość znanych pulsarów milisekundowych, PSR J1748-2446ad jest składnikiem ciasnego układu podwójnego, w którym występuje przepływ materii pomiędzy gwiazdą towarzyszącą a gwiazdą neutronową. Przenoszony przez tę materię moment pędu powoduje rozkręcanie pulsara do bardzo wysokiej obserwowanej prędkości kątowej. Gwiazda towarzysząca obiega pulsara po niemal kołowej orbicie, z okresem 26 godzin. Masa towarzysza została oszacowana na powyżej 0,14 mas Słońca, a promień orbity na 4 do 5 promieni Słońca. Pulsar jest przesłonięty przez gwiazdę towarzyszącą przez około 40% czasu, co oznacza, że rozmiar gwiazdy musi być porównywalny z promieniem jej orbity. Prawdopodobnie towarzysz jest "rozdętą" gwiazdą, wypełniającą swą powierzchnię Roche'a.
Wychodząc z warunków stabilności ze względu na siłę odśrodkową, odkrywcy oszacowali, że promień gwiazdy neutronowej musi być mniejszy niż 16 km, przy założeniu, że jej masa nie przekracza dwóch mas Słońca.